# José Manuel da Cámara d'Atalaia
José Manuel da Cámara d'Atalaia, portugalski rimskokatoliški duhovnik, škof in kardinal, * 25. december 1686, Lizbona, † 9. julij 1758.

## Življenjepis
10. aprila 1747 je bil povzdignjen v kardinala.
20. maja 1754 je bil imenovan za patriarha Lizbone in 1. julija istega leta je prejel škofovsko posvečenje.